# Буру (криптид)
Буру (Buru) е криптид обитаващ блатата и езерата в горите на Индия. През 1947 година е първото наблюдение на буру от немеца професор Кристофър фон Хаймендор и спътникът му Хайнц ван Холенщайн. Буру приличало на крокодил, но било много огромно и черно на цвят.